# Hemidactylus kushmorensis
Espèce
Hemidactylus kushmorensis est une espèce de geckos de la famille des Gekkonidae.

## Répartition
Cette espèce est endémique du Sind en Pakistan.

## Étymologie
Son nom d'espèce, composé de kushmor[e] et du suffixe latin -ensis, « qui vit dans, qui habite », lui a été donné en référence au lieu de sa découverte, la division Kashmore.

## Publication originale
- Murray, 1884 : Additions to the reptilian fauna of Sind. Annals and Magazine of Natural History, ser. 5, vol. 14, p. 106-111 (texte intégral).